# Helga Jung
Helga Jung (geb. 1961 in Mindelheim) ist eine deutsche Betriebswirtin und war bis Ende 2019 Mitglied im Vorstand der Allianz SE, dort zuständig für Spanien, Portugal, Lateinamerika,
Group Mergers & Acquisitions, Group Legal & Compliance.

## Werdegang
Von 1980 bis 1982 absolvierte Jung eine Ausbildung als Bankkauffrau bei der Bayerischen Hypotheken- und Wechsel-Bank. Anschließend studierte sie von 1982 bis 1987 Betriebswirtschaftslehre an der Universität Augsburg. Es folgte eine Tätigkeit als wissenschaftliche Mitarbeiterin am Lehrstuhl für Wirtschaftsprüfung und Controlling bei A. G. Coenenberg; im Jahr 1993 promovierte sie sich ebendort. 
Bei der Allianz war Jung seit 1993 tätig, zunächst in verschiedenen Positionen im Finanz-Ressort, dann als Leiterin Group Mergers & Acquisitions Allianz SE/AG. Ab 2012 war Jung Mitglied im Vorstand für die Ressorts Group Mergers & Acquisitions, Group Legal & Compliance. Zum Ende des Jahres 2019 verabschiedete sich Jung nach über sechsundzwanzigjähriger Tätigkeit im Unternehmen in den Ruhestand. Ihre Nachfolge trat im Januar 2020 Renate Wagner an.
Sie ist weiterhin Aufsichtsratsmitglied in verschiedenen Konzerngesellschaften der Allianz. Zudem wurde sie 2016 in den Aufsichtsrat der Deutschen Telekom gewählt.